# 五文昌
五文昌，又稱「五文昌夫子」、「五文昌帝君」，是道教奉祀的五位與讀書相關的神明，為「梓潼帝君、魁斗星君、朱衣帝君、文衡聖帝、孚佑帝君」
。相傳此五神皆有護持文運之職能，而成為士人學子敬奉的對象，故合稱「五文昌」。 

## 五文昌
- 文昌帝君：據傳是晉代的殉國將領張育，原本是四川梓潼地區的鄉土神，後被認為是保護文運與考試的神祇。中國有「北孔子、南文昌」之說，可見南方文昌帝君信仰之盛行。[3] [4]

- 魁斗星君：道教信仰中，因為奎星「屈曲相鈞，似文字之書」，被認為是主宰文運之神，又稱「大魁夫子」或「大魁星君」。凡參加考試者，無不尊敬。後人對「魁星」的塑像，右腳踩鰲頭（象徵中第），左腳踢起星斗，手握筆，身體動感十足。

- 朱衣神君：又稱「朱衣夫子」、「朱衣神君」等，相傳此神著紅衣，能細辨文章的優劣。宋代名儒歐陽修曾見朱衣神顯靈，感嘆：「文章自古無憑據，惟願朱衣暗點頭。」。有些廟宇將「朱衣夫子」神位改為「朱熹夫子」神位，應是誤傳，因歐陽修的年代早於朱熹[5] ，但明清以程朱理學取士，祭祀程朱理學大儒朱熹，也是相當合理。

- 文衡聖帝：文衡帝君關公，又稱關聖帝君，三國時代的知名將領，喜讀《左氏春秋》，以其忠義參天，受到儒家學子的信奉。民間信仰中，關帝君是專管文學的神靈朱衣神轉世化身。如民間流傳的「桃園明聖經」：「吾（關帝君）乃紫微宮裏朱衣神，協管文昌武曲星。」[6]
- 孚佑帝君：即呂洞賓真人，又稱純陽帝君。呂仙出身士人，後修道飛昇。傳說呂真人時常護佑應考的士子，以黃梁夢點醒趕赴科舉的盧生，故向呂仙祈求之後，許多人會在廟中或神像旁睡覺，期待呂仙示夢於人。

## 加奉神祇
- 倉頡先師：是中国神話的人物，相传为黄帝的史官，汉字的发明者，也是道教中文字之神。

- 至聖先師：即是孔子。中国春秋末期的思想家和教育家，儒家的创始人。被譽為“天縱之聖”、“天之木鐸”，是當時最博學者之一，並且被后代朝廷尊为孔聖人、至聖先師。

- 韓文公：即是韓愈，於唐憲宗時因上書「論佛骨表」被貶為潮州刺史。他在潮州當刺史任內，提倡儒教、延師興學，關心民瘼、驅鱷除害，對地方的貢獻很大，雖然到潮州不到八個月，卻很受當地客家人的尊崇，對他十分感激。故潮州人在其死後奉若神明，立廟祀之。

- 紫陽夫子：即是宋代大儒朱熹，因曾設學於福建「紫陽書室」，並創立朱子學說而得名。

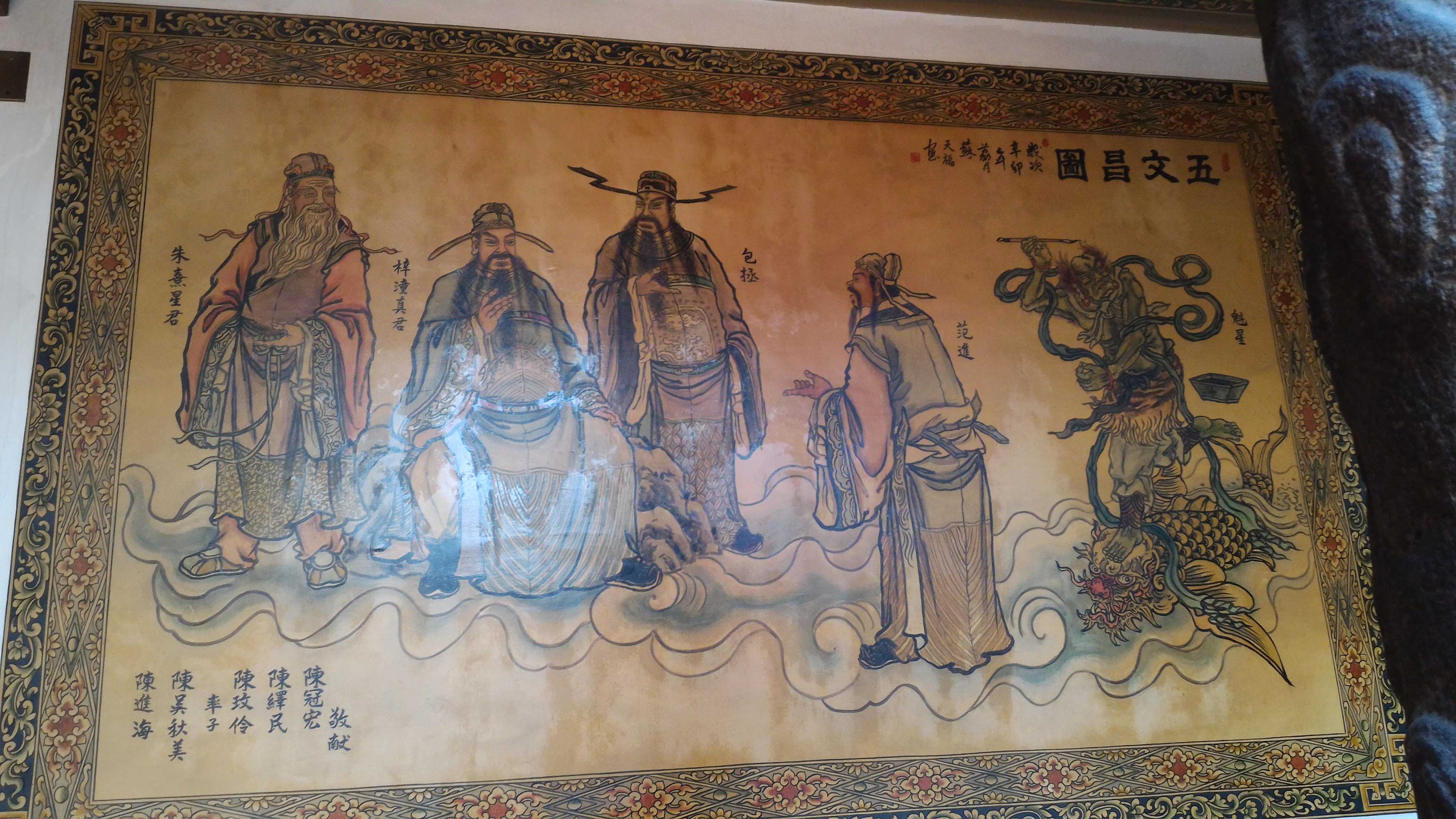
五文昌圖 左起為某廟宇的壁畫朱熹星君、梓潼真君、包拯、范進、魁星

## 外部連結
- 苗栗市五文昌廟fb粉絲團 （页面存档备份，存于）